# Ronald Oxburgh
Ernest Ronald Oxburgh, né le 2 novembre 1934 à Liverpool, est un géologue, géophysicien et homme politique anglais. Il est connu pour son travail en tant que défenseur public dans le monde universitaire et dans le monde des affaires de la nécessité de réduire les émissions de dioxyde de carbone et de développer des sources d'énergie alternatives ainsi que pour ses opinions négatives sur les conséquences de la consommation actuelle de pétrole.

## Jeunesse
Oxburgh est né à Liverpool. Il y reste avec sa famille tout au long de la Seconde Guerre mondiale, malgré les raids aériens de la Luftwaffe. Il fréquente le Liverpool Institute High School for Boys (en) de 1942 à 1950. Il est diplômé de l'University College d'Oxford et de l'Université de Princeton (PhD) (1960) où il travaille sur la théorie émergente de la tectonique des plaques avec le géologue Harry Hammond Hess.

## Carrière
Il enseigne la géologie et la géophysique aux universités d'Oxford et de Cambridge. À Cambridge, il est chef du département des sciences de la Terre et président du Queens' College. Il est professeur invité à Stanford, Caltech et Cornell. De 1988 à 1993, Lord Oxburgh est conseiller scientifique en chef du ministère de la Défense et recteur de l'Imperial College de Londres de 1993 à 2000. Il est membre de la Commission nationale d'enquête sur l'enseignement supérieur qui publie un rapport influent en 1997.
Au cours de 2004-05, Oxburgh est président non exécutif de Shell, la branche britannique de Royal Dutch Shell. Alors qu'il préside un géant des combustibles fossiles, il exprime ses "craintes pour la planète" à cause du changement climatique, recherche de nouvelles sources d'énergie et exhorte la communauté mondiale à réduire les émissions de gaz à effet de serre.
Lord Oxburgh est nommé vice-président du Science and Engineering Research Council (Singapour), à compter du 1er janvier 2002, et est membre du International Academic Advisory Panel de Singapour et du University Grants Committee (Hong Kong). Il est président honoraire de la Carbon Capture and Storage Association président de Falck Renewables, une entreprise d'énergie éolienne conseiller de Climate Change Capital. Il est président de D1 Oils, plc, un producteur de biodiesel, en 2007, et administrateur de GLOBE, l'Organisation mondiale des législateurs pour un environnement équilibré.
En mars 2010, il est nommé président d'une enquête sur les recherches menées par l'Unité de Recherche Climatique à la suite de l'incident de piratage de l'Unité de Recherche Climatique. Le rapport, publié le 14 avril 2010, conclu que « ... le travail a été effectué avec intégrité, et que les allégations de fausses déclarations délibérées et de sélection injustifiée de données ne sont pas valides ». Les critiques affirment que les liens d'Oxburgh avec des entreprises susceptibles de tirer profit de la décision créaient un conflit d'intérêts,. L'Université d'East Anglia n'a vu aucun conflit d'intérêts.

## Vie privée
À Princeton, Oxburgh est rejoint par sa fiancée, Ursula, qu'il épouse dans la chapelle de l'université. Ils ont trois enfants.

## Récompenses et honneurs
Il est nommé chevalier commandeur de l'Ordre de l'Empire britannique (KBE) dans les honneurs d'anniversaire de 1992  et fait pair à vie en tant que baron Oxburgh, de Liverpool dans le comté de Merseyside le 27 juillet 1999 où il siège en tant que membre que Crossbencher de la Chambre des lords, membre du comité sur la science et la technologie et membre du groupe parlementaire pour les sciences de la Terre. Il est membre honoraire du St Edmund Hall et du University College d'Oxford. Il reçoit le prix Platts pour l'ensemble de sa carrière en 2007. Il est membre de la Royal Society, membre correspondant de l'Académie australienne des sciences, Fellow de la Royal Academy of Engineering et membre étranger de l'Académie nationale des sciences américaine, ainsi que l'Académie australienne des sciences et de l'Académie Léopoldine,,. Il reçoit la médaille Melchett du British Energy Institute le 2 décembre 2014.